# أوستن ستيد
أوستن ستيد (بالإنجليزية: Austin Steed)‏ مواليد 20 يونيو 1988 في هيفزيباه، هو لاعب كرة سلة محترف أمريكي بدأ مسيرته الاحترافية في سنة 2012 يلعب في الدوري النرويجي لكرة السلة كلاعب وسط ويحمل الرقم 10. يبلغ طوله 6 قدم 8 بوصة (2.0 م).

## روابط خارجية
- أوستن ستيد على موقع كرة السلة الأوروبية.كوم (الإنجليزية)
- أوستن ستيد على موقع كلية كرة السلة في سبورتس رفرنس.كوم (الإنجليزية)
- أوستن ستيد على موقع ريلجم (الإنجليزية)
- أوستن ستيد على موقع بروبوليرز (الإنجليزية)